# Quinlan Terry
Quinlan Terry, CBE (* 24. Juli 1937 in London) ist ein britischer Architekt. Er wurde durch seine Ablehnung modernistischer Bauformen und Materialien und durch neue klassische Architektur in Großbritannien und den USA bekannt. Terry verwendet für seine Entwürfe georgianische, palladianisch-klassizistische bzw. neohistoristische Ausdrucksformen.

## Leben
Terry studierte von 1955 bis 1960 an der Londoner Architectural Association School. 1962 wurde er Mitarbeiter von Raymond Erith in Dedham (Essex). Ausgezeichnet mit einem Rom-Stipendium, studierte er 1967/68 antike Bauwerke in Italien. 1967 wurde er Teilhaber in Eriths Büro und nach dessen Tod 1973 Alleininhaber. Seit 1994 ist sein Sohn Francis Terry sein Partner.
Terry ist Mitglied des Royal Institute of British Architects. 1994, 2003, 2005 und 2008 wurden Entwürfe von ihm mit Architekturpreisen ausgezeichnet. Kritiker, darunter Prominente wie Richard Rogers, werfen ihm Epigonentum vor und engagieren sich teilweise heftig gegen die Ausführung seiner Entwürfe.
Einer der prominentesten Fürsprecher von Quinlan Terry ist König Charles III., der Terry als seinen Lieblingsarchitekten bezeichnet. 2015 wurde Terry als Commander in den Order of the British Empire aufgenommen.

## Werke
Bedeutende Bauwerke Terrys sind u. a.:
- 1978–1980: Waverton House, Gloucestershire
- 1984–1987: Richmond Riverside, London
- 1989–1991: Kathedrale von Brentwood
- 1994: Bibliothek des Downing College, Cambridge
- 2002: Juniper Hill Mansion
- 2008: Neubau für das Royal Hospital Chelsea, London (Margaret Thatcher Infirmary)

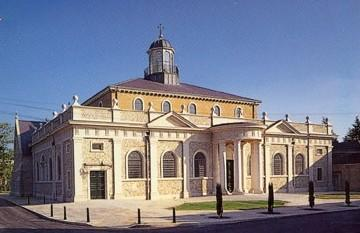
Kathedrale von Brentwood
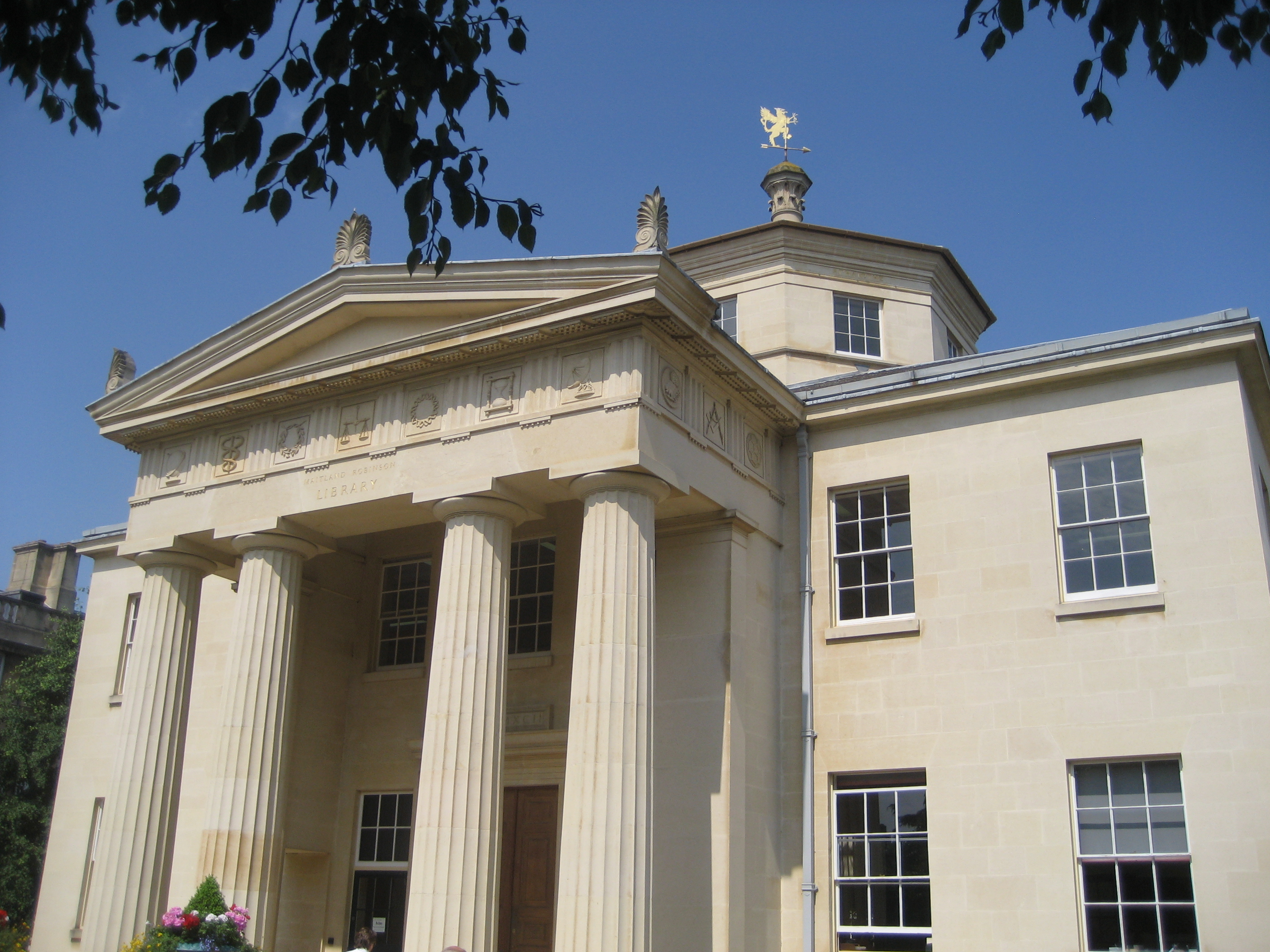
Bibliothek des Downing College
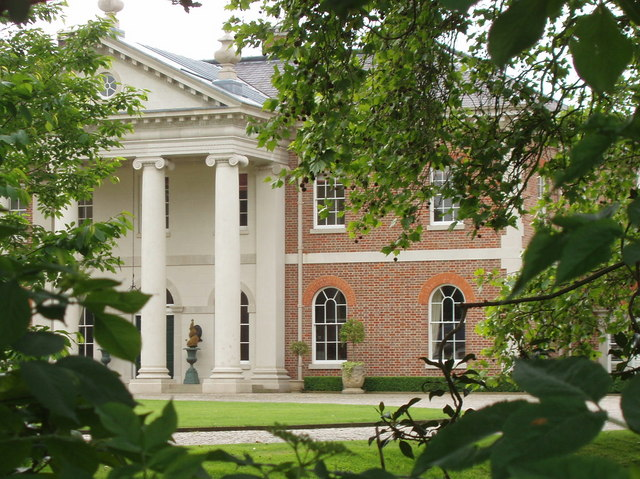
Villa Juniper Hill
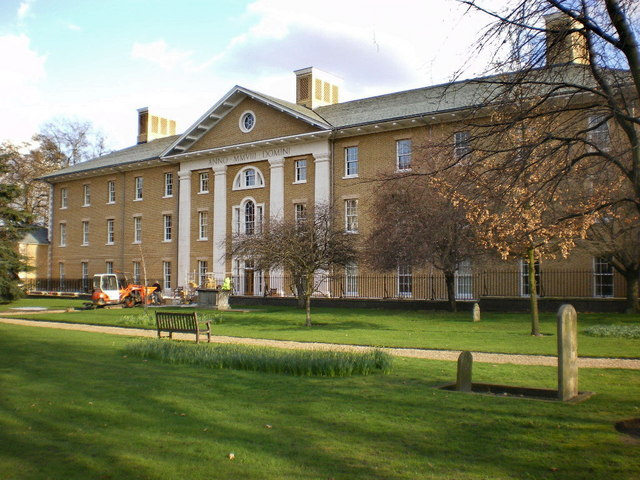
Royal Hospital Chelsea